# Colby Pearce
Pour les articles homonymes, voir Pearce.
Colby Pearce, né le 12 juin 1972 à Boulder (Colorado), est un coureur cycliste américain.

## Palmarès sur piste

### Championnats panaméricains
- Valencia 2007
  -  Médaillé d'or de l'américaine (avec Charles Bradley Huff)

### Coupe du monde
- 2002
  - Classement général de la course aux points
  - 1er de la course aux points à Cali
  - 2e de la course aux points à Kunming
  - 2e de l'américaine à Kunming (avec Michael Tillman)
- 2004
  - 2e du classement général du scratch
  - 3e du classement général de la course aux points
  - 1er du scratch à Aguascalientes
  - 1er de la course aux points à Sydney
  - 3e de la course aux points à Manchester
- 2004-2005
  - 2e du classement général de la course aux points
  - 2e de la course aux points à Los Angeles
  - 3e de la course aux points à Manchester
- 2005-2006
  - 2e de la course aux points à Moscou
- 2007-2008
  - 2e de l'américaine à Copenhague (avec Bobby Lea)

### Championnats nationaux
- 1999
  -  Champion des États-Unis de la course aux points
- 2000
  -  Champion des États-Unis de l'américaine (avec Michael Tillman)
- 2001
  -  Champion des États-Unis de l'américaine (avec James Carney)
  -  Champion des États-Unis de poursuite par équipes (avec James Carney, Jonas Carney et Ryan Miller)
- 2002
  -  Champion des États-Unis de l'américaine (avec James Carney)
  -  Champion des États-Unis de poursuite par équipes (avec James Carney, Kenny Williams et Michael Tillman)
- 2003
  -  Champion des États-Unis du scratch
- 2004
  -  Champion des États-Unis de poursuite par équipes (avec James Carney, Robert Lea et Guillaume Nelessen)
- 2005
  -  Champion des États-Unis de l'américaine (avec Chad Hartley)
- 2007
  -  Champion des États-Unis de l'américaine (avec Robert Lea)
  -  Champion des États-Unis de poursuite par équipes (avec Charles Bradley Huff, Michael Friedman et Michael Creed)
- 2008
  -  Champion des États-Unis de l'américaine (avec Daniel Holloway)
  -  Champion des États-Unis de la course aux points
  -  Champion des États-Unis de poursuite par équipes (avec Taylor Phinney, Daniel Holloway et Charles Bradley Huff)

## Palmarès sur route
- 1997
  - 4e étape de la Red River Classic
  - 3e du championnat des États-Unis du contre-la-montre
- 1999
  - 3e de la FBD Milk Rás
- 2003
  - 2e de l'Ecology Center Classic
- 2008
  - 3e étape de la Gateway Cup
- 2009
  - 3e étape de la Gateway Cup
- 2013
  - 4eétape du Tour of the Gila amateurs